# Lanthanotidae
Lanthanotidae este o familie de șopârle.